# Манделия
Манделия (фр. Mandelia) — небольшой город и супрефектура в Чаде, расположенный на территории региона Шари-Багирми. Административный центр департамента Шари.

## Географическое положение
Город находится в юго-западной части Чада, к западу от реки Шари, на высоте 287 метров над уровнем моря.
Населённый пункт расположен на расстоянии приблизительно 39 километров к юго-юго-востоку от столицы страны Нджамены.

## Население
По данным официальной переписи 2009 года численность населения Манделии составляла 49 177 человек (24 234 мужчины и 24 943 женщины). Население супрефектуры по возрастному диапазону распределилось следующим образом: 50,5 % — жители младше 15 лет, 44,5 % — между 15 и 59 годами и 5 % — в возрасте 60 лет и старше.

## Транспорт
Ближайший аэропорт расположен в Нджамене.